# Col du Rosier
Il Col du Rosier è una salita presente nella più antica fra le classiche ciclistiche, la Liegi-Bastogne-Liegi. È situata fra i comuni di Spa e Stoumont in Belgio, precisamente nella Provincia di Liegi.
La sommità, a quota 566 metri s.l.m., si incontra dopo 4.4 chilometri di salita, caratterizzati da una pendenza media del 5,9%.
L'asperità si trova abbastanza distante dalla conclusione della corsa, ma essendo la côte più lunga de La Doyenne è un tratto di particolare importanza.